# プリンセスバード号
プリンセスバード号（プリンセスバードごう）は兵庫県姫路市と鳥取県鳥取市を結ぶ高速バスである。
愛称は、姫路市の「姫」（英：Princess）と鳥取市の「鳥」（英：Bird）に由来するものである。

## 概説
この区間には1950年に神姫合同自動車（現：神姫バス）・日ノ丸自動車の2社が特急バスを運行開始しており、当初は高速道路が路線になく、全線一般道での運行だった。そればかりではなく、一般の路線バス同様、どの停留所間も乗降が自由であった。その後、1991年に福崎 - 佐用間を中国自動車道経由とする高速バスとなったが、智頭急行の開業等により1997年に日ノ丸自動車が撤退し、その後は神姫バスのみで運行していたものの、2001年に運行を終了していた。
しかし、鳥取自動車道が一部を除きほぼ全線開通したことから、2010年3月29日より「プリンセスバード号」の愛称で復活したものである。
1日2往復運行。席は全席自由席（予約不要）。楽天トラベルでも事前購入ができる。

## 歴史
- 2010年3月29日:鳥取自動車道佐用JCT - 大原IC間、河原IC - 鳥取IC間の開通（開通自体は2010年3月28日）に伴い、神姫バス・日ノ丸自動車の2社により1日4往復で運行開始[2]。
- 2010年10月1日:姫路市内の運行経路を兵庫県道62号姫路港線 - 姫路市役所前 - 駅南大路 - 姫路南ランプ - 姫路バイパス - 播但連絡道路経由から姫路城大手門前 - 国道312号 - 砥堀ランプ経由に変更。これに伴い、「姫路市役所前」バス停廃止、「姫路城大手門前」バス停新設。
- 2013年4月1日:鳥取自動車道大原IC - 西粟倉IC間の開通（開通自体は2013年3月23日）に伴い、「大原」バス停を美作共同バスの「大原病院前」バス停から鳥取自動車道の「大原インター」に移動・名称変更、「西粟倉」バス停を鳥取自動車道の西粟倉バスストップに移動。また、鳥取市内の運行経路を鳥取IC - 国道29号経由から鳥取南IC - 国道53号経由に変更し、鳥取側を鳥取大学前まで延長（ただし、下り（鳥取行）にて日ノ丸本社前時点で乗客がいない場合は運行を打ち切る。）[3]。
- 2021年10月1日:1日3往復に減便。
- 2023年10月1日:1日2往復に減便。神姫バスが運行を休止し撤退。日ノ丸自動車の単独運行となる。

## 運行概要

### 運行経路
太字は乗降扱い停留所。
姫路駅（北口） - 姫路城大手門前 - （国道312号 - 砥堀ランプ - 播但連絡道路 - 中国自動車道） - 夢前 - 山崎IC - （中国自動車道 - 鳥取自動車道） - 佐用平福 - 大原IC - 西粟倉 - 智頭福原 - 用瀬PA - 河原IC - （鳥取自動車道 - 鳥取南IC - 国道53号） - 鳥取駅（バスターミナル） - 日ノ丸本社前 - 鳥取大学前
- 揖保川PAで休憩。2023年9月30日まで運行していた神姫バス担当便は途中休憩なし。
- 下り（鳥取行）は、日ノ丸本社前時点で乗客がいない場合、そこで運行を打ち切る。
- 姫路駅（北口） - 山崎IC間、智頭福原 - 日ノ丸本社前・鳥取大学前間相互の利用は不可。

### 運行事業者
- 日ノ丸自動車（鳥取営業部：2往復）

### 過去の運行事業者
- 神姫バス（姫路営業所：1往復）

### 使用車両
- 4列シート
- トイレ（設置されていない場合あり）
- 神姫バスの車両は姫路駅 - 大阪空港線および姫路駅 - 関西空港線と共用のため、PiTaPa・ICOCAのICカード対応機器（NicoPaは使用できない）が搭載されているが、当路線では使用できなかったため、ICカード対応機器を使用停止扱いとして運行していた。